# Dendrimeer
Een dendrimeer is een chemische verbinding die een structuur heeft als de takken van een boom. Het eerste dendrimeer werd in 1979 gemaakt door D.A. Tomalia en andere onderzoekers van Dow Chemical. 
Er wordt wereldwijd onderzoek gedaan naar dit type verbindingen, vanwege de unieke vorm en de potentiële toepassingen. 
De naam 'dendrimeer' is gevormd naar het Griekse woord dendron, dat "boom" betekent. 

## Synthese
Om een dendrimeer te maken moet men monomeren op een gecontroleerde manier aan elkaar koppelen. Er zijn twee methoden om dendrimeren te maken: 
- divergent (van binnen naar buiten)
- convergent (van buiten naar binnen)

Synthese van een fenyl-dendrimeer.

### Divergente methode
De divergente methode om dendrimeren te maken lijkt op condensatiepolymerisatie. Bij condensatiepolymerisatie maakt men een lange keten, door steeds een kleine molecule (het monomeer) aan de reactieve uiteinden van de keten te koppelen. Bij dendrimeren wordt aan een reactieve plaats niet één, maar twee (of meer) monomeren gekoppeld, zodat de keten zich elke keer splitst in nieuwe zijketens, waardoor een boomstructuur ontstaat. De monomeren die aan het groeiende dendrimeer worden toegevoegd zijn zo behandeld, dat ze niet onderling kunnen reageren. Na de additiereactie worden de overtollige losse monomeermoleculen uit het mengsel verwijderd en de monomeren die aan het dendrimeer gekoppeld zijn geschikt gemaakt om met nieuwe monomeren te reageren. 
Elke keer dat het molecuul met een nieuwe serie monomeren wordt uitgebreid, heet een generatie. Na enkele generaties vormt zich een boomvormig ("arborol") of bolvormig ("starbust") molecule.

### Convergente methode
Bij de convergente methode begint men met een aantal stukken voor de buitenste laag van het dendrimeer te vormen. Vervolgens worden deze fragmenten gekoppeld aan een kern. Voordelen van deze methode zijn:
- Er zijn minder koppelingsstappen; daardoor is er minder overmaat van monomeer nodig.
- Men kan een dendrimeer samenstellen met verschillende soorten segmenten in de buitenste laag.

Zowel met de divergente als met de convergente methode is het lastig een dendrimeer te maken, omdat er een lange reeks reactiestappen herhaald moet worden uitgevoerd. Daarom is het nog niet mogelijk dendrimeren in grotere hoeveelheden te produceren. Producenten van dendrimeren op kilogramschaal zijn DSM en de Amerikaanse firma Dendritech.

## Geometrische vormen
Een groot aantal vertakkingen op kleine afstand van elkaar leidt tot een bolvorm, ook wel 'starbust' genoemd. Liggen de vertakkingen verder van elkaar, dan wordt er een soort boom ('arborol') gevormd. De afmeting kan 100 Å bereiken. 
Bij de dendrimeersynthese (convergent of divergent) leidt ieder mogelijk vertakkingspunt ook daadwerkelijk tot een vertakking. De vertakkingsgraad van dendrimeren is dan ook 100%. Macromoleculen met een lagere vertakkingsgraad worden vaak aangeduid met de naam "hypervertakte" (hyperbranched) polymeren. Hypervertakte polymeren en dendrimeren tezamen worden "dendritische polymeren" genoemd.

## Eigenschappen en mogelijke toepassingen
Er wordt gedacht aan toepassingen in onder andere de volgende gebieden:
- Medische toepassingen
  - Medicijnafgiftesystemen
  - Synthetische enzymen
- Elektronica
  - Beeldschermen (vergelijkbaar met lcd-displays).
- Chemie
  - Nieuwe katalysatoren
- Materiaalkunde
  - Coatings met speciale eigenschappen
  - Additieven voor smeermiddelen

Veel potentiële toepassingen zijn gebaseerd op het feit dat een dendrimeer een groot aantal actieve groepen op een klein gebied kan concentreren, en tevens de onderlinge positie van die groepen kan vastleggen. In vele biochemische processen zijn niet alleen de gewone chemische eigenschappen van een molecuul van belang, maar ook de geometrische vorm, bijvoorbeeld voor de werking van enzymen en antilichamen. 
Dendrimeren kunnen gebruikt worden om geneesmiddelen door het lichaam te transporteren, doordat ze kleine moleculen kunnen absorberen om die elders weer af te geven. Er wordt dan gesproken van een 'dendrische doos'. 
Dendrimeren kunnen onder invloed van een lokaal elektrisch veld gericht worden. Daardoor kan plaatselijk de brekingsindex beïnvloed worden, waardoor de dendrimeren als een soort schakelbare spiegeltjes gebruikt kunnen worden. Dat is in principe toepasbaar voor het maken van beeldschermen.